# زامبيل كوكيييف
زامبيل كوكيييف (بالروسية: Кукеев, Жамбыл Мухитович)‏ (مواليد 20 سبتمبر 1988 في ألماتي) لاعب كرة قدم كازاخستاني دولي يجيد اللعب في خط الوسط . يلعب حاليا لصالح نادي لوكوموتيف أستانا الكازاخستاني منذ 2009 .

## روابط خارجية
- زامبيل كوكيييف على موقع الاتحاد الأوربي (الإنجليزية)
- زامبيل كوكيييف على موقع قاعدة بيانات كرة القدم.إي يو (الإنجليزية)
- زامبيل كوكيييف على موقع ناشيونال فوتبول تيمز (الإنجليزية)
- زامبيل كوكيييف على موقع Soccerway.com (الإنجليزية)
- زامبيل كوكيييف على موقع عالم كرة القدم.نت (الإنجليزية)